# Tallusia
Genre
Tallusia est un genre d'araignées aranéomorphes de la famille des Linyphiidae.

## Distribution
Les espèces de ce genre se rencontrent en zone paléarctique.

## Liste des espèces
Selon World Spider Catalog (version 16.5, 1/12/2015) :
- Tallusia bicristata Lehtinen & Saaristo, 1972
- Tallusia experta (O. Pickard-Cambridge, 1871)
- Tallusia forficala (Zhu & Tu, 1986)
- Tallusia pindos Thaler, 1997
- Tallusia vindobonensis (Kulczyński, 1898)

## Publication originale
- Lehtinen & Saaristo, 1972 : Tallusia gen. n. (Araneae, Linyphiidae). Annales Zoologici Fennici, vol. 9, p. 265-268.